# أميدي كوليبالي
أميدي كوليبالي (بالفرنسية: Amedy Coulibaly) وهو أحد المتورطين في الهجوم على صحيفة شارلي إبدو في 7 يناير 2015 ولد في يوم 27 فبراير 1982 في بلدة جوفيسي سور أورغ في محافظة إيل دو فرانس في فرنسا وهو أحد المتورطين في عملية التهجم على صحيفة شارلي إبدو مع الأخوين سعيد كواشي وشريف كواشي ويذكر بأنه كان على صلة مع تنظيم الدولة الإسلامية في العراق والشام وقد قتل في عملية من القوات الفرنسية في يوم 9 يناير 2015.